# 사쿠라이 레이지
사쿠라이 레이지(일본어: 桜井 零士, 1986년 1월 26일 ~ )은 주식회사 코나미소속 게임 음악 싱어송라이터, 작사가, 작곡가, 기타리스트이다. 비마니 시리즈에서는 주로 《pop'n music》, 《GuitarFreaks》, 《DrumMania》에 곡을 제공하고 있다. 혈액형은 A형. 블로그에 의하면 자신의 집이 도호쿠 지방에 있는 것으로 추측된다. 일전에 자신의 블로그에서 사내에서 레이쨩이라 불렸다는 사실을 공개했다.
밴드 Gylay의 일원으로도 활동하고 있었지만 2009년 3월 28일 밤 부활 라이브를 마지막으로 해산했다.
현재는 인디즈 레이블 빅 트리 레코드에 소속해 있다.